# Networld
Networld – miesięcznik profesjonalistów IT, ukazujący się w latach 1994–2015. Tematyka pisma obejmowała sieci komputerowe, bezpieczeństwo systemów informatycznych, budowę i zarządzanie infrastrukturą, technologie bezprzewodowe, mobilne i VoIP. Wydawany przez wydawnictwo IDG Poland SA. Jednocześnie portal wiedzy związany z informatyką. Ostatni numer ukazał się we wrześniu 2015 roku.

## Redaktorzy naczelni
- Bronisław Piwowar do 2003
- Stefan Kaczmarek (2003 do 2008)
- Tomasz Janoś od 2008-2013
- Tomasz Bittner 2013-2015

## Stałe działy
- Sieci
- Bezpieczeństwo
- Centrum danych
- Komunikacja
- Rozwiązania dla MSP
- Testy i rozwiązania
- Nowe produkty